# Station Unna-Königsborn
Station Unna-Königsborn (Duits: Bahnhof Unna-Königsborn) is een S-Bahnstation in het stadsdeel Königsborn van de Duitse plaats Unna. Het station ligt aan de spoorlijnen Welver - Dortmund Süd en Unna - Kamen.

## Treinverbindingen
| Serie | Treinsoort            | Route | Bijzonderheden |
| ----- | --------------------- | --- | -------------- |
| S 4   | S-Bahn (DB Regio NRW) | Dortmund-Lütgendortmund – Dortmund-Dorstfeld – Dortmund Stadthaus – Dortmund-Brackel – Dortmund-Wickede – Massen – Unna-Königsborn – Unna |                |